# Norberto Díaz
Norberto Díaz (1 de março de 1952 - 18 de dezembro de 2010) foi um ator argentino.